# 孙也刚
孙也刚（1963年—），男，汉族，江西人，中华人民共和国政治人物，现任中国共产党第二十届中央纪律检查委员会委员，中央纪委国家监委驻中国科学院纪检监察组组长、中国科学院党组成员。